# Alwine
 (octobre 2019).
Si vous disposez d'ouvrages ou d'articles de référence ou si vous connaissez des sites web de qualité traitant du thème abordé ici, merci de compléter l'article en donnant les références utiles à sa vérifiabilité et en les liant à la section « Notes et références ».
Alwine est une localité allemande située à 120 km au sud de Berlin.

## Histoire
La colonie a pris naissance dans les bâtiments d'une ancienne mine de lignite située à proximité. Les bâtiments d'usine ont été progressivement convertis en bâtiments résidentiels. Le nom Alwine doit provenir de l'épouse ou de la fille du propriétaire de la mine du milieu du XIXe siècle.
La mine de charbon de lignite Alwine et la briqueterie Louise située à proximité ont été fermées après le virage. Peu à peu, la plupart des habitants, en particulier les plus jeunes, s'éloignèrent d'Alwine. En 2001, un agent immobilier et son frère ont acheté le « répartiteur communautaire » sur 16 000 à 17 000 mètres carrés de la fiducie pour 95 000 euros, ou selon une autre source en 2000 pour un symbole symbolique. Les investissements annoncés n'ont pas été faits. Après le décès du courtier, son frère a vendu Alwine pour 140 000 euros lors d'une vente aux enchères à Berlin le 9 décembre 2017 dans le cadre d'un « règlement à caractère villageois », comme l'indique le catalogue de vente aux enchères. L’acheteur était un enchérisseur anonyme, qui a par la suite démissionné de l’achat.